# アミスクウィア
アミスクウィア（Amiskwia）は、約5億年前のカンブリア紀に生息した古生物の一属。主にバージェス動物群から知られ、遊泳性の動物と考えられる。分類学的な位置については論議があるが、毛顎動物や担顎動物との類縁関係が示唆される。

## 特徴

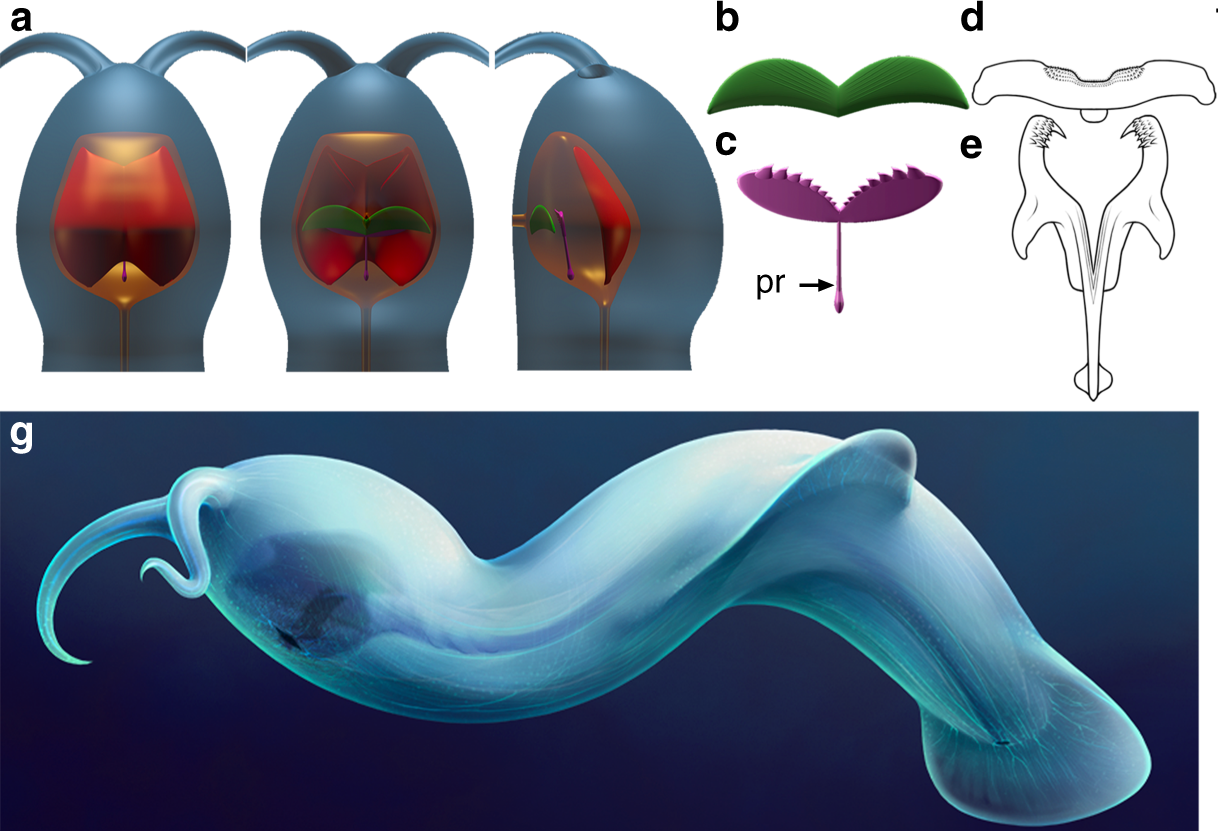
A. sagittiformis の頭部構造（a-c）と全身復元図（g）。dとeは比較用の現生顎口動物の口器。

アミスクウィア属にはバージェス頁岩（カナダブリティッシュコロンビア州）から知られる A. sagittiformis と澄江動物群（中国雲南省）から知られる A. sinica の二種が知られるが、後者は保存状態が良好ではなく、主に研究されているのは前者である。
全長最大3.13cm。全体的に柔軟性を持ち、触角が目立つ頭部と、体長の2/3程度の長さの胴部からなる。現生の毛顎動物と似て、胴体半ばに1対、尾部に一つ鰭を持つが、鰭に筋（鰭条）は見られない。口から肛門まで走る消化管や神経系などの内部組織も確認されており、特に神経系は毛顎動物において特徴的な1対の神経節である。一方、口部周辺に内蔵される口器 (jaw apparatus) はむしろ顎口動物と似て、一対の顎と中央1枚の板状構造が含まれる。顎はそれぞれに8-10本ほどの棘が生えている半円形構造で、中央の板状構造は二葉状である。

## 生態
付属肢や固着器官がなく、鰭が発達していることから、海中をある程度以上活発に遊泳する動物であったろうと考えられる。おそらく捕食者か腐肉食者であったと推測される。

## 分類

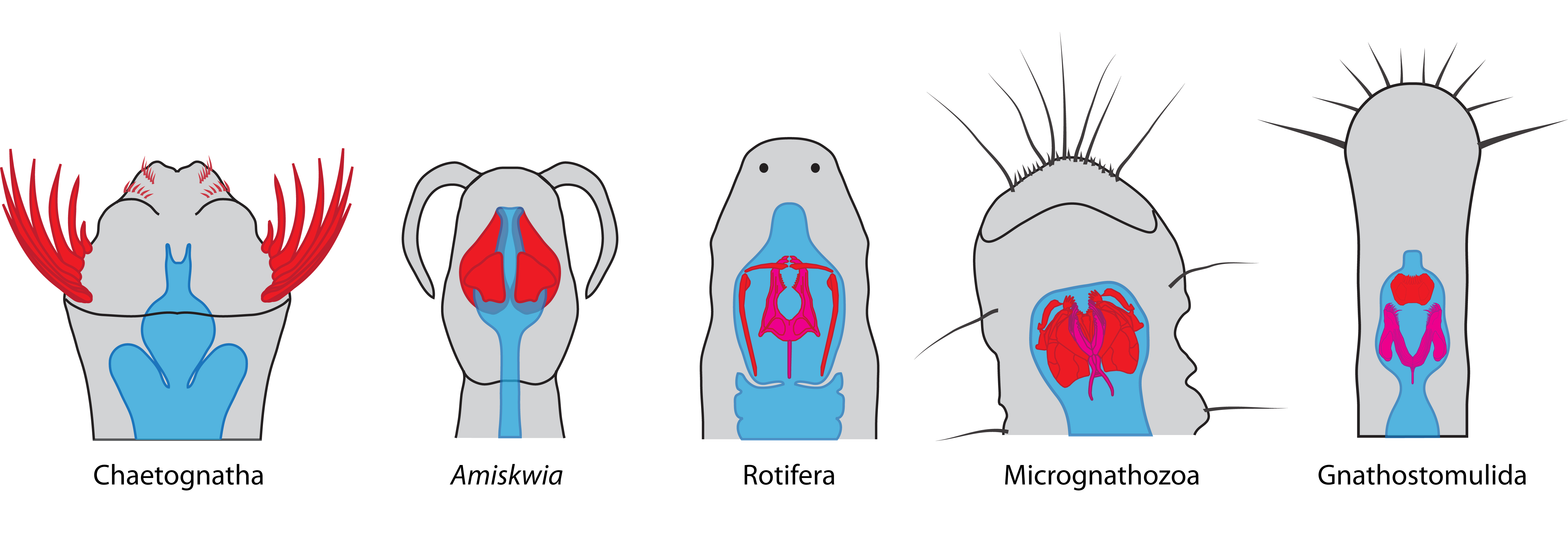
の口器（左から順に現生毛顎動物、アミスクウィア、輪形動物、微顎動物、顎口動物）

原記載の Walcott 1911 ではアミスクウィアは毛顎動物（ヤムシ）とされていたが、Owre & Bayer 1962 と Korotkevitch 1967 に紐形動物（ヒモムシ）とされ、Conway Morris 1977 に現生の動物門に帰属しないものとされていた。Butterfield (1990, 2003) では毛顎動物説が再び取り上げられた。Chen & Huang 2002 では軟体動物と、Chen et al. 2005 では（後にネクトカリスのジュニアシノニムとされる）ベツストベルミスと軽く比較されていたが、信憑性は低い。

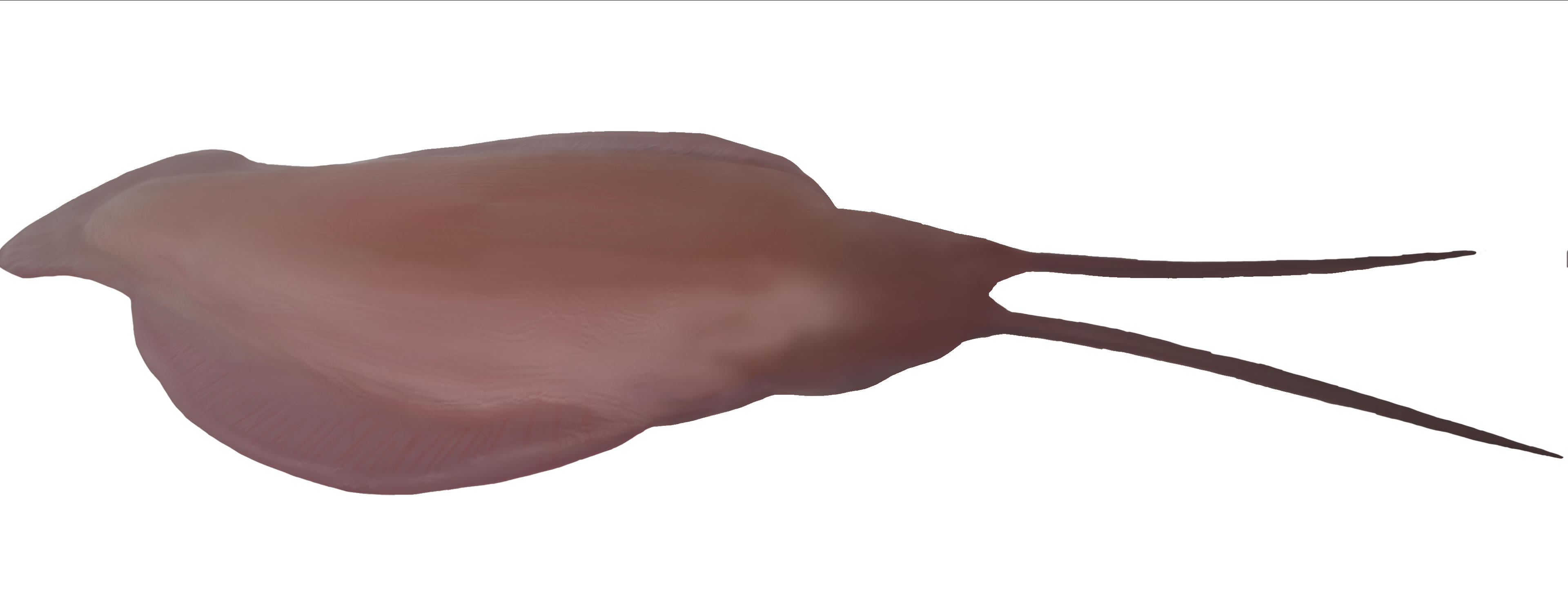
ティモレベスティア

Caron & Cheung 2019 によると、新たに判明した口器の構造を基にアミスクウィアは Chaetognathifera（担顎動物と毛顎動物からなる分類群）に属する可能性が高いが、それ以降の位置付けは不確実で、基盤的（ステムグループ）な Chaetognathifera もしくは顎口動物と推測されるが、系統解析による検証はなされていない。Vinther & Parry 2019 以降の系統解析では、アミスクウィアは基盤的な毛顎動物とされ、前述した担顎動物（とりわけ顎口動物）との共通点は Chaetognathifera の祖先形質であることを示唆している。また、アミスクウィアが似た姿のティモレベスティアやネクトカリス等とともに「amiskwiiform」と総称され、この類は現生ヤムシのような毛顎動物に至る側系統群で、その中でアミスクウィアは他の amiskwiiform より毛顎動物のクラウングループに近いとされる。